# Bibio kenyaensis
Bibio kenyaensis är en tvåvingeart som beskrevs av Hardy 1950. Bibio kenyaensis ingår i släktet Bibio och familjen hårmyggor.
Artens utbredningsområde är Kenya. Inga underarter finns listade i Catalogue of Life.